# Club Deportivo Sider Perú
El Deportivo Sider Perú es un club deportivo peruano de la ciudad de Chimbote en la provincia del Santa, departamento de Ancash, fundado en 1960.
Su principal disciplina es el fútbol donde participa en la Copa Perú. También cuenta con un equipo de voleibol que participó de la Liga Nacional Superior de Voleibol del Perú en la temporada 2015-16.

## Historia
El club fue fundado el 2 de diciembre de 1960. Llevó el nombre de Deportivo SOGESA que era la empresa que administraba la Planta Siderúrgica de Chimbote. Cuando ésta fue estatizada pasó a llamarse SiderPerú y el club cambió a su denominación actual. 
En 1973 superó por primera vez la Etapa Regional y llegó a la etapa final de la Copa Perú en la que terminó en quinto lugar del hexagonal. Al año siguiente definió ante Unión Huaral el título regional que otorgaba un cupo a Primera División (que aumentaba de 18 a 22 equipos). Tras dos empates tanto en la ida como en la vuelta, Huaral venció en el desempate en Huacho y obtuvo el ascenso a Primera.
Llegó nuevamente a una Finalisíma en la Copa Perú 1985 donde terminó el hexagonal en cuarto lugar. En 2011 fue uno de los participantes de la única edición de la Liga Superior de Áncash en la cual finalizó en octavo lugar.
En 2017 finalizó en el último lugar de su grupo de la Liga Distrital de Chimbote y descendió a la Segunda distrital. En 2024 terminó en cuarto lugar en esa categoría y logró el retorno a la Primera distrital.

## Uniforme
- Uniforme titular: Camiseta naranja, pantalón negro, medias negras.
- Uniforme alternativo: Camiseta blanca, pantalón naranja, medias naranjas.

## Entrenadores
- José Ítalo Luis Alva Yépez (1972-1974)
- José "Pepe" Urteaga (2018)
- Elver Rubiños Guanilo (2022-2024)

## Palmarés

### Torneos regionales
| Competición regional                  | Títulos                                   | Subcampeonatos    |
| ------------------------------------- | ----------------------------------------- | ----------------- |
| Etapa Regional - Región Norte B (1/0) | 1973.                                     |                   |
| Liga Departamental de Áncash (6/0)    | 1971, 1972, 1973, 1974, 1983, 1985.       |                   |
| Liga Provincial de Santa (1/0)        | 1983.                                     |                   |
| Liga Distrital de Chimbote (7/3)      | 1971, 1972, 1973, 1974, 1983, 1989, 2009. | 1976, 1977, 1978. |

## Otras secciones

### Vóley
El equipo de voleibol femenino disputó en febrero de 2015 su ascenso a la Liga Nacional Superior de Voleibol ante Latino Amisa al que venció en dos partidos por 3-0 y 3-1. El equipo dirigido por Sixto Mendoza participó de la Liga Nacional Superior 2015-16 donde terminó en el puesto 11 y pasó a jugar la permanencia ante Deportivo Alianza con quien perdieron los dos partidos por 3-0 y 3-2 retornando a la categoría Intermedia.